# Contea di Indiana
La contea di Indiana (in inglese Indiana County) è una contea dello Stato della Pennsylvania, negli Stati Uniti. La popolazione al censimento del 2000 era di 89 605 abitanti. Il capoluogo di contea è Indiana.

## Geografia
La contea si trova nel centro-ovest dello Stato. La contea è delimitata a sud dal fiume Conemaugh. È costituita da una regione collinare che si eleva fino agli Allegheny nella parte sud-orientale ed è drenata dai torrenti Crooked, Yellow, Two Lick, Blacklick e Little Mahoning.
Il borough di Indiana è il capoluogo della contea e sede dell’Indiana University of Pennsylvania, fondata nel 1875 come Indiana State Normal School.

### Contee confinanti
- Contea di Jefferson - nord
- Contea di Clearfield - nord-est
- Contea di Cambria - est
- Contea di Westmoreland - sud
- Contea di Armstrong - ovest

## Storia
La contea di Indiana fu creata nel 1803 da parte delle contee di Westmoreland e Lycoming e prende il nome dal Territorio dell’Indiana (oggi stato dell’Indiana).

## Centri abitati[4]

### Borough
- Armagh
- Blairsville
- Cherry Tree
- Clymer
- Creekside
- Ernest
- Glen Campbell
- Homer City
- Indiana (capoluogo)
- Marion Center
- Plumville
- Saltsburg
- Shelocta
- Smicksburg

### Township
- Armstrong
- Banks
- Black Lick
- Brush Valley
- Buffington
- Burrell
- Canoe
- Center
- Cherryhill
- Conemaugh
- East Mahoning
- East Wheatfield
- Grant
- Green
- Montgomery
- North Mahoning
- Pine
- Rayne
- South Mahoning
- Washington
- West Mahoning
- West Wheatfield
- White Young

### CDP
- Black Lick
- Chevy Chase Heights
- Commodore
- Coral
- Dixonville
- Graceton
- Heilwood
- Jacksonville
- Lucerne Mines
- Robinson
- Rossiter